# Swing state
| Democratisch  | Republikeins |                    |
| Kamala Harris | Donald Trump |                    |
| ------------- | ------------ | ------------------ |
| ■             | ■            | Grote meerderheid  |
| ■             | ■            | Kleine meerderheid |
| ■             | ■            | Swing state        |

Swing states bij de presidentsverkiezingen van 2024, gebaseerd op hun resultaat in 2020.

Een swing state, kantelstaat, schommelstaat, zwevende staat of twijfelstaat (Engels: swing state) of - met een subtiel betekenisverschil - strijdstaat (Engels: battleground state, toss-up state, of purple state) is een staat van de Verenigde Staten waar geen van de presidentskandidaten een duidelijke meerderheid heeft.
Het Amerikaanse kiesstelsel is in de meeste staten zo georganiseerd dat de presidentskandidaten de staten afzonderlijk moeten winnen; de kandidaat die de meeste stemmen verwerft, krijgt alle kiesmannen, het winner-takes-all-systeem. Vervolgens mag die staat naar weging van het aantal inwoners dan het aantal kiesmannen afvaardigen naar het kiescollege dat bij eenvoudige meerderheid van stemmen de president kiest. Zo heeft Californië met 39,5 miljoen inwoners 55 kiesmannen en heeft Oregon er met 3,8 miljoen inwoners 7; in deze beide gevallen gaan ze allen naar de winnaar. Het maakt dus niet uit of een staat met groot of klein verschil gewonnen wordt. De uitzonderingen op deze regel zijn Nebraska en Maine, waar evenredige vertegenwoordiging geldt: de kiesmannen worden verdeeld naar rato van het aantal stemmen.
Een aantal staten stemt, afhankelijk van demografie en lokale cultuur, traditioneel Republikeins of Democratisch. De centralere en Zuidelijke conservatievere staten, waaronder de golfstaten, Texas en Oklahoma, zijn traditioneel Republikeins gezind. De Republikeinen kunnen vaak rekenen op de stemmen van oudere kiezers met een hoger inkomen. Ook het meer religieus ingestelde deel van de bevolking stemt vaak Republikeins omdat deze partij zich vaak als voorvechter voor traditionele waarden presenteert. Republikeinen wensen vaak een kleinere terugtredende federale overheid en meer macht voor staten, waardoor ze steun genieten in staten met een sterk onafhankelijkheidsgevoel, zoals Texas. Jongere kiezers en lagere inkomens kiezen vaak voor de Democraten die een sterkere overheid en een sociaal vangnet wensen. Ook minderheden en liberaal gelovigen stemmen vaak Democratisch. De progressievere kuststaten, waaronder met name de dichtbevolkte staten New York en Californië, stemmen daarom traditioneel Democratisch. Slechts wanneer de eigen kandidaat buitengewoon goed of de kandidaat van de andere zijde buitengewoon slecht scoort kan men hopen dergelijke staten te veroveren. Dergelijke eclatante overwinningen zijn aan beide zijden wel voorgekomen in het verleden (zoals de presidentsverkiezingen van 1984 (Republikeinen met Reagan) en die van 1964 (Democraten met Johnson).
Een aantal staten zit hier demografisch en cultureel tussenin. Er is dus geen overduidelijke voorkeur voor een Democratische of Republikeinse kandidaat omdat beide kampen ruwweg even sterk zijn of omdat er veel zwevende kiezers zijn. Omdat de traditionele Republikeinse en Democratische bolwerken zowel demografisch als in aantal kiesmannen ruwweg gelijk opgaan, kan de uitslag in een dergelijke staat het totale resultaat onevenredig beïnvloeden. Zij kunnen de resultaten doen 'kantelen' en 'swingen' tussen links en rechts. Ze worden daarom aangeduid als 'swing states'. De aandacht van de kandidaten ligt daarom voornamelijk bij de staten waar de winnaar nog niet duidelijk is, omdat in de andere staten winst of verlies al min of meer als gegeven wordt beschouwd. Florida heeft bijvoorbeeld grote groepen minderheden en vrij veel grote steden die progressief stemmen, maar is ook een conservatievere Zuidelijke staat en de geliefde woonplaats van pensionado's. Pennsylvania kent progressief stemmende steden als Pittsburgh en Philadelphia, maar ook landelijke conservatieve gebieden. Virginia en Kentucky zijn (nog steeds) typische grensstaten tussen progressief Noord en conservatief Zuid, en Ohio en een aantal Midwestelijke staten vertonen een soortgelijk beeld als Pennsylvania.
Het bekendste voorbeeld van een strijdstaat van de verkiezingen van 2000 is Florida. Daar bleek na diverse hertellingen en een beslissing van het Hooggerechtshof dat George W. Bush 537 stemmen méér had dan Al Gore en daardoor de staat won én de verkiezingen, ook al had Al Gore in de hele VS meer stemmen.

## Geschiedenis

### Uitslag 2000
Hieronder de uitslag van enkele staten van de verkiezingen van 2000.
| Winst voor George W. Bush | Winst voor George W. Bush | Winst voor George W. Bush | Winst voor George W. Bush |              | Winst voor Al Gore | Winst voor Al Gore | Winst voor Al Gore | Winst voor Al Gore |
| Staat                     | % verschil                | stemmen                   | kiesmannen                | Staat        | % verschil         | stemmen            | kiesmannen         |                    |
| ------------------------- | ------------------------- | ------------------------- | ------------------------- | ------------ | ------------------ | ------------------ | ------------------ | ------------------ |
| Arizona                   | 6                         | 96.311                    | 8                         | Iowa         | 0,32               | 4.144              | 8                  |                    |
| Arkansas                  | 5                         | 50.172                    | 6                         | Maine        | 5                  | 33.335             | 12                 |                    |
| Colorado                  | 9                         | 145.518                   | 8                         | Michigan     | 5                  | 217.279            | 18                 |                    |
| Florida                   | 0,01                      | 537                       | 25                        | Minnesota    | 2                  | 58.607             | 10                 |                    |
| Louisiana                 | 8                         | 135.527                   | 9                         | New Mexico   | 0,06               | 366                | 5                  |                    |
| Missouri                  | 3                         | 78.786                    | 11                        | Oregon       | 0,44               | 6.765              | 7                  |                    |
| Nevada                    | 4                         | 21.597                    | 4                         | Pennsylvania | 5                  | 204.840            | 23                 |                    |
| New Hampshire             | 1                         | 7.211                     | 4                         | Washington   | 5                  | 138.788            | 11                 |                    |
| Ohio                      | 5                         | 165.019                   | 21                        | Wisconsin    | 0,22               | 5.708              | 11                 |                    |
| Tennessee                 | 4                         | 80.229                    | 11                        |              |                    |                    |                    |                    |
| Virginia                  | 8                         | 220.200                   | 13                        |              |                    |                    |                    |                    |
| West Virginia             | 6                         | 40.978                    | 5                         |              |                    |                    |                    |                    |

### Swing states in 2004
Welke staten in de verkiezingen van 2004 strijdstaten waren, werd geprobeerd te bepalen met behulp van peilingen. Analisten dachten dat de staten Florida, Pennsylvania en Ohio de belangrijkste staten om te winnen waren, en dat bleek te kloppen.
In een artikel in de Washington Post van 28 april 2004 beschreef de krant de waarschijnlijke kantelstaten: Florida, Iowa, Minnesota, Missouri, Nevada, New Hampshire, New Mexico, Ohio, Oregon, Pennsylvania, Tennessee en Wisconsin.
The New York Times benoemde op 24 oktober de volgende negen staten als kantelstaat: Colorado, Florida, Iowa, Minnesota, Nevada, New Mexico,  Ohio, Oregon en Wisconsin.

### Swing states in 2008
In 2008 waren de strijdstaten Florida, Georgia, Indiana, Missouri, Montana, North Carolina, Ohio en Virginia.

### Swing states in 2012
Trouw benoemde in 2012 elf sleutelstaten: Colorado, Florida, Iowa, Michigan, Nevada, New Hampshire, North Carolina, Ohio, Pennsylvania, Virginia en Wisconsin.